# Clynotis
Genre
Clynotis est un genre d'araignées aranéomorphes de la famille des Salticidae.

## Distribution
Les espèces de ce genre se rencontrent en Australie et en Nouvelle-Zélande.

## Liste des espèces
Selon World Spider Catalog (version 18.0, 23/03/2017) :
- Clynotis archeyi (Berland, 1931)
- Clynotis barresi Hogg, 1909
- Clynotis knoxi Forster, 1964
- Clynotis saxatilis (Urquhart, 1886)
- Clynotis severus (L. Koch, 1879)

## Publication originale
- Simon, 1901 : Histoire naturelle des araignées. Paris, vol. 2, p. 381-668 (intégral).